# Liste des marines de guerre
Cet article présente la liste des marines de guerre, actuelles et historiques.

## Liste des marines de guerre par pays
Les marines de guerre actuelles sont listées ci-dessous.
| Pays                             | Marine                                        | Fond. | Endonyme                                             | Réf.    |
| -------------------------------- | --------------------------------------------- | ----- | ---------------------------------------------------- | ------- |
| Afrique du Sud                   | Marine sud-africaine                          | 1922  | Suid-Afrikaanse Vloot                                | ,       |
| Albanie                          | Marine albanaise                              | 1925  | Forcat e Mbrojtes Detare Shqipetare                  | [ 3 ]   |
| Algérie                          | Forces navales algériennes                    | 1963  | البحرية الوطنية الجزائرية                            | [ 4 ]   |
| Allemagne                        | Marine allemande                              | 1956  | Deutsche Marine                                      | [ 5 ]   |
| Angola                           | Marine angolaise                              | 1977  | Marinha de Guerra Angolana                           | [ 6 ]   |
| Antigua-et-Barbuda               | Marine de Antigua-et-Barbuda                  | 1981  |                                                      | [ 7 ]   |
| Arabie saoudite                  | Marine royale saoudienne                      | 1957  | البحرية الملكية السعودية                             | [ 8 ]   |
| Argentine                        | Marine argentine                              | 1810  | Armada de la República Argentina                     | [ 9 ]   |
| Australie                        | Royal Australian Navy                         | 1911  | Royal Australian Navy                                | [ 10 ]  |
| Azerbaïdjan                      | Marine azerbaïdjanaise                        | 1919  | Azərbaycan hərbi dəniz qüvvələri                     | [ 11 ]  |
| Bahamas                          | Royal Bahamas Defence Force                   | 1980  |                                                      | ,       |
| Bahreïn                          | Marine royale de Bahreïn                      | 1969  | البحرية الملكية البحرينية                            |         |
| Bangladesh                       | Marine bangladaise                            | 1971  | বাংলাদেশ নৌ বাহিনী                                           | [ 14 ]  |
| Barbade                          | Garde côtière barbadienne                     | 1979  |                                                      | [ 15 ]  |
| Belgique                         | Composante marine                             | 1831  | Marinecomponent/Composante Marine                    | [ 16 ]  |
| Belize                           | Marine de Belize                              | 1978  |                                                      | [ 17 ]  |
| Bénin                            | Marine de Bénin                               | 1978  | Forces Navales Beninois                              | [ 18 ]  |
| Birmanie                         | Marine birmane                                | 1947  | တပ်မတော် (ရေ)                                             | [ 19 ]  |
| Bolivie                          | Marine bolivienne                             | 1963  | Fuerza Naval Boliviana                               | [ 20 ]  |
| Brésil                           | Marine brésilienne                            | 1822  | Marinha do Brasil                                    | [ 21 ]  |
| Brunei                           | Marine royale brunéienne                      | 1965  | Tentera Laut Diraja Brunei                           | [ 22 ]  |
| Bulgarie                         | Marine bulgare                                | 1899  | Български Военноморски Сили                          | [ 23 ]  |
| Cambodge                         | Marine royale cambodgienne                    | 1953  | កងទ័ពជើងទឹកកម្ពុជា                                         |         |
| Cameroun                         | Marine de Cameroun                            | 1960  | Marine nationale                                     | [ 24 ]  |
| Canada                           | Marine royale canadienne                      | 1910  | Marine royale canadienne                             | [ 25 ]  |
| Cap-Vert                         | Marine de Cap-Vert                            | 1975  | Guarda Costeira                                      |         |
| Chili                            | Marine chilienne                              | 1817  | Armada de Chile                                      | [ 26 ]  |
| Chine                            | Marine chinoise                               | 1949  | 中国人民解放军海军 Zhōngguó Rénmín Jiěfàngjūn Hǎijūn | [ 27 ]  |
| Chypre                           | Marine chypriote                              | 1964  | Ναυτική Δυναμή Κύπρου                                | [ 28 ]  |
| Chypre du Nord                   | Marine de Chypre du Nord                      | 1976  |                                                      |         |
| Colombie                         | Marine nationale colombienne                  | 1823  | Armada Nacional de Colombia                          | [ 29 ]  |
| Comores                          | Marine de Comores                             | 1997  | Garde-côtes                                          |         |
| République démocratique du Congo | Marine de République démocratique du Congo    | 1960  | Marine Nationale                                     |         |
| République du Congo              | Marine de Congo                               | 1960  | Marine Nationale                                     |         |
| Corée du Nord                    | Marine populaire de Corée                     | 1946  | 조선인민군 해군                                      | [ 30 ]  |
| Corée du Sud                     | Marine de la république de Corée              | 1945  | 대한민국 해군                                        | ,       |
| Costa Rica                       | Marine de Costa Rica                          | 1949  | Guardia Civil                                        |         |
| Côte d'Ivoire                    | Marine de Côte d'Ivoire                       | 1960  | Marine Nationale                                     |         |
| Croatie                          | Marine militaire croate                       | 1991  | Hrvatska Ratna Mornarica                             | [ 33 ]  |
| Cuba                             | Marine cubaine                                | 1963  | Marina de Guerra Revolucionaria                      | [ 34 ]  |
| Danemark                         | Marine royale danoise                         | 1510  | Søværnet                                             | [ 35 ]  |
| Djibouti                         | Marine de Djibouti                            | 1979  | Garde-Cotes                                          |         |
| République dominicaine           | Marine de guerre dominicaine                  | 1844  | Armada de República Dominicana                       | ,       |
| Égypte                           | Marine égyptienne                             | 1967  | البحرية المصرية                                      | [ 38 ]  |
| Émirats arabes unis              | Marine de Émirats arabes unis                 | 1971  | البحرية الإماراتية                                   |         |
| Équateur                         | Marine équatorienne                           | 1832  | Armada del Ecuador                                   | [ 39 ]  |
| Érythrée                         | Marine de Érythrée                            | 1961  |                                                      |         |
| Espagne                          | Marine espagnole                              | 1479  | Armada Española                                      |         |
| Estonie                          | Marine estonienne                             | 1918  | Merevägi                                             | ,       |
| États-Unis                       | United States Navy                            | 1775  |                                                      | [ 42 ]  |
| Fidji                            | Marine des Fidji                              | 1975  |                                                      | [ 43 ]  |
| Finlande                         | Forces maritimes finlandaises                 | 1918  | Suomen merivoimat, Finländska marinen                | [ 44 ]  |
| France                           | Marine nationale                              | 1624  | Marine nationale                                     | [ 45 ]  |
| Gabon                            | Marine gabonaise                              | 1960  | Marine Nationale                                     |         |
| Gambie                           | Marine de Gambie                              | 1965  | Marine Nationale                                     |         |
| Géorgie                          | Marine géorgienne                             | 1998  | საქართველოს სამხედრო საზღვაო ძალები                  | [ 46 ]  |
| Ghana                            | Marine du Ghana                               | 1959  |                                                      | [ 47 ]  |
| Grèce                            | Marine hellénique                             | 1828  | Πολεμικό Ναυτικό Polemikó Nautikó                    | [ 48 ]  |
| Grenade                          | Marine de Grenade                             | 1974  |                                                      |         |
| Guatemala                        | Marine de Guatemala                           | 1959  | Armada de Guatemala                                  | [ 49 ]  |
| Guinée                           | Marine de Guinée                              | 1958  | Marine de guerre                                     |         |
| Guinée-Bissau                    | Marine de Guinée-Bissau                       | 1973  | Marinha Nacional Popular                             |         |
| Guinée équatoriale               | Marine de Guinée équatoriale                  | 1968  | Marina de guerra                                     |         |
| Guyana                           | Marine de Guyana                              | 1966  |                                                      |         |
| Haïti                            | Marine de Haïti                               | 2011  |                                                      |         |
| Honduras                         | Marine hondurienne                            | 1976  | Fuerza Naval de Honduras                             |         |
| Inde                             | Marine indienne                               | 1612  | भारतीय नौ सेना Bhāratīya Nau Senā                         | [ 50 ]  |
| Indonésie                        | Marine indonésienne                           | 1945  | Tentara Nasional Indonesia Angkatan Laut             | [ 51 ]  |
| Iran                             | Marine iranienne                              | 1923  | نیروی دریایی جمهوری اسلامی ایران                     |         |
| Irak                             | Marine irakienne                              | 1937  | البحرية العراقية                                     |         |
| Irlande                          | Marine irlandaise                             | 1946  | Serbhís Cabhlaigh na hÉireann                        | ,       |
| Islande                          | Garde-côtes d'Islande                         | 1926  | Landhelgisgæsla Íslands                              | [ 54 ]  |
| Israël                           | Marine israélienne                            | 1948  | חיל הים הישראלי Heil HaYam HaYisraeli                | [ 55 ]  |
| Italie                           | Marina Militare                               | 1861  | Marina Militare                                      | [ 56 ]  |
| Jamaïque                         | Marine de Jamaïque                            | 1963  |                                                      | [ 57 ]  |
| Japon                            | Force maritime d'autodéfense japonaise        | 1954  | 海上自衛隊                                           | [ 58 ]  |
| Jordanie                         | Marine royale jordanienne                     | 1951  | القوة البحرية الاردنية                               | [ 59 ]  |
| Kazakhstan                       | Marine du Kazakhstan                          | 1993  | Военно-морские силы Казахстана                       | [ 60 ]  |
| Kenya                            | Marine kényane                                | 1964  |                                                      | [ 61 ]  |
| Koweït                           | Marine de Koweït                              | 1961  | القوة البحرية الكويتية                               |         |
| Lettonie                         | Forces navales lettones                       | 1919  | Latvijas Jūras Spēki                                 | [ 62 ]  |
| Liban                            | Marine de Liban                               | 1950  | القوات البحرية اللبنانية                             | [ 63 ]  |
| Liberia                          | Marine de Liberia                             | 1959  |                                                      | [ 64 ]  |
| Libye                            | Marine libyenne                               | 1962  | البحرية الليبية                                      | [ 65 ]  |
| Lituanie                         | Marine lituanienne                            | 1935  | Lietuvos Karinės Jūrų Pajėgos                        | [ 66 ]  |
| Madagascar                       | Marine de Madagascar                          | 1960  | Tafika andranomasina                                 |         |
| Malawi                           | Marine de Malawi                              | 1978  |                                                      | [ 67 ]  |
| Malaisie                         | Marine royale malaisienne                     | 1934  | Tentera Laut Diraja Malaysia                         | ,       |
| Maldives                         | Marine de Maldives                            | 1980  |                                                      | [ 70 ]  |
| Malte                            | Escadron maritime des forces armées maltaises | 1970  | Skwadra Marittima tal-Forzi Armati ta' Malta         |         |
| Maroc                            | Marine royale marocaine                       | 1960  | البحرية الملكية المغربية                             | [ 71 ]  |
| Mauritanie                       | Marine de Mauritanie                          | 1966  | القوات البحرية                                       |         |
| Maurice                          | Marine de Maurice                             | 1968  | marine mauricienne                                   |         |
| Mexique                          | Marine mexicaine                              | 1821  | Armada de México                                     | [ 72 ]  |
| Mongolie                         | Marine de Mongolie                            | 1930  |                                                      | ,       |
| Monténégro                       | Marine de Monténégro                          | 2006  | Mornarica Vojske Crne Gore                           | [ 75 ]  |
| Mozambique                       | Marine de Mozambique                          | 1994  | Marinha de Guerra de Moçambique                      |         |
| Namibie                          | Marine de Namibie                             | 2004  |                                                      | [ 76 ]  |
| Nouvelle-Zélande                 | Royal New Zealand Navy                        | 1941  | Te Taua Moana o Aotearoa                             | [ 77 ]  |
| Nicaragua                        | Marine de Nicaragua                           | 1980  | Fuerza Naval del Ejercito de Nicaragua               | [ 78 ]  |
| Nigeria                          | Marine nigériane                              | 1956  |                                                      | [ 79 ]  |
| Norvège                          | Marine royale norvégienne                     | 1814  | Sjøforsvaret                                         | [ 80 ]  |
| Oman                             | Marine du Sultanat d'Oman                     | 1970  | بحرية عمان السلطانية                                 | [ 81 ]  |
| Ouzbékistan                      | Marine de Ouzbékistan                         | 1992  |                                                      |         |
| Pakistan                         | Marine pakistanaise                           | 1947  | پاک بحریہ                                            | [ 82 ]  |
| Palestine                        | Marine de Palestine                           | 1995  | الشرطة البحرية                                       | [ 83 ]  |
| Panama                           | Marine de Panama                              | 2008  | Servicio Nacional Aeronaval                          |         |
| Papouasie-Nouvelle-Guinée        | Marine de Papouasie-Nouvelle-Guinée           | 1973  |                                                      |         |
| Paraguay                         | Marine de Paraguay                            | 1961  | Armada Paraguaya                                     |         |
| Pays-Bas                         | Marine royale néerlandaise                    | 1488  | Koninklijke Marine                                   | [ 84 ]  |
| Pérou                            | Marine péruvienne                             | 1821  | Marina de Guerra del Perú                            | ,       |
| Philippines                      | Marine philippine                             | 1898  | Hukbong Dagat ng Pilipinas Fuerza Naval de Filipinas | [ 87 ]  |
| Pologne                          | Marine polonaise                              | 1918  | Marynarka Wojenna RP                                 | [ 88 ]  |
| Portugal                         | Marine portugaise                             | 1317  | Marinha Portuguesa                                   | [ 89 ]  |
| Qatar                            | Marine du Qatar                               | 1971  | البحرية القطرية                                      |         |
| Roumanie                         | Marine militaire roumaine                     | 1860  | Forţele Navale Române                                | [ 90 ]  |
| Royaume-Uni                      | Royal Navy                                    | 1546  |                                                      | [ 91 ]  |
| Russie                           | Marine russe                                  | 1696  | Военно Морской Флот Voyenno-Morskoy Flot Rossii      | [ 92 ]  |
| Salvador                         | Marine de Salvador                            | 1951  | Fuerza Naval de El Salvador                          | [ 93 ]  |
| Sao Tomé-et-Principe             | Marine de Sao Tomé-et-Principe                | 1968  | Guarda Costeira                                      |         |
| Sénégal                          | Marine sénégalaise                            | 1975  | Armée de mer                                         | [ 94 ]  |
| Serbie                           | Marine de Serbie                              | 1915  | Речна Флотила                                        | [ 95 ]  |
| Seychelles                       | Marine de Seychelles                          | 1992  |                                                      | [ 96 ]  |
| Sierra Leone                     | Marine de Sierra Leone                        | 1981  |                                                      | [ 97 ]  |
| Singapour                        | Marine de Singapour                           | 1967  | Angkatan Laut Republik Singapura                     | [ 98 ]  |
| Slovénie                         | Marine de Slovénie                            | 1993  | Slovenska Mornarica                                  | [ 99 ]  |
| Somalie                          | Marine de Somalie                             | 1952  | Ciidamada Badda Soomaliyeed                          |         |
| Somaliland                       | Marine de Somaliland                          | 2009  |                                                      |         |
| Sri Lanka                        | Marine srilankaise                            | 1950  | ශ්රී ලංකා නාවික හමුදාව Sri Lanka Navika Hamudawa             | [ 100 ] |
| Saint-Christophe-et-Niévès       | Marine de Saint-Christophe-et-Niévès          | 1896  |                                                      |         |
| Soudan                           | Marine du Soudan                              | 1962  | الحرس الجمهوري                                       |         |
| Suède                            | Marine royale suédoise                        | 1522  | Marinen                                              | [ 101 ] |
| Suriname                         | Marine de Suriname                            | 1977  |                                                      |         |
| Suisse                           | Suisse                                        | 1941  |                                                      | [ 102 ] |
| Syrie                            | Marine syrienne                               | 1946  | البحرية العربية السورية                              |         |
| Taïwan                           | Marine de la république de Chine              | 1924  | 中華民國海軍 Zhōnghuá Mínguó Hǎijūn                  |         |
| Tanzanie                         | Marine de Tanzanie                            | 1971  | Kamandi ya Jeshi la Majini                           |         |
| Thaïlande                        | Marine royale thaïlandaise                    | 1887  | กองทัพเรือ                                             | [ 103 ] |
| Timor oriental                   | Marine de Timor-Leste                         | 2002  | Componente Naval das F-FDTL                          | [ 104 ] |
| Togo                             | Marine togolaise                              | 1960  | Marine Nationale                                     |         |
| Tonga                            | Marine de Tonga                               | 1973  |                                                      |         |
| Trinité-et-Tobago                | Marine de Trinité-et-Tobago                   | 1962  |                                                      | [ 105 ] |
| Tunisie                          | Marine nationale tunisienne                   | 1958  | Marine nationale tunisienne                          | [ 106 ] |
| Turquie                          | Marine turque                                 | 1920  | Türk Deniz Kuvvetleri                                | [ 107 ] |
| Turkménistan                     | Marine de Turkménistan                        | 1992  | Türkmenistanyň Harby-deňiz Güýçleriis                |         |
| Ukraine                          | Marine ukrainienne                            | 1918  | Військово-Морські Сили України                       | [ 108 ] |
| Uruguay                          | Marine nationale d'Uruguay                    | 1817  | Armada Nacional de Uruguay                           | [ 109 ] |
| Venezuela                        | Marine vénézuélienne                          | 1811  | Armada Bolivariana de Venezuela                      | [ 110 ] |
| Viêt Nam                         | Marine populaire vietnamienne                 | 1955  | Hải quân Nhân dân Việt Nam                           | [ 111 ] |
| Yémen                            | Marine de Yémen                               | 1990  | القوات البحرية اليمنية                               |         |

## Marines historiques
| Pays                                 | Marine                           | Période     |
| ------------------------------------ | -------------------------------- | ----------- |
| Confédération de l'Allemagne du Nord | Norddeutsche Bundesmarine        | 1867–1871   |
| Empire allemand                      | Kaiserliche Marine               | 1871–1919   |
| République de Weimar                 | Reichsmarine                     | 1919–1935   |
| Reich allemand                       | Kriegsmarine                     | 1935–1945   |
| République démocratique allemande    | Volksmarine                      | 1956–1990   |
| Royaume d'Angleterre                 | Royal Navy                       | c.1000–1707 |
| Autriche-Hongrie                     | Marine austro-hongroise          | 1867–1919   |
| États confédérés                     | Confederate States Navy          | 1861–1865   |
| Empire byzantin                      | Marine byzantine                 | 330–1453    |
| États pontificaux                    | Marine pontificale               | 849–1878    |
| Royaume de France                    | Marine royale française          | 1624–1848   |
| France libre                         | Forces navales françaises libres | 1940–1945   |
| Royaume d'Italie                     | Regia Marina                     | 1861–1946   |
| Empire du Japon                      | Marine impériale japonaise       | 1869–1947   |
| Mandchoukouo                         | Marine impériale du Mandchoukouo | 1932–1939   |
| Empire ottoman                       | Marine ottomane                  | c.1300–1923 |
| Royaume de Prusse                    | Marine prussienne                | 1701–1867   |
| Dynastie Qing                        | Marine impériale chinoise        | 1871–1895   |
| Empire russe                         | Marine impériale russe           | 1696-1917   |
| Union soviétique                     | Marine soviétique                | 1920–1991   |